# Taxiphyllum barbieri
Taxiphyllum barbieri är en bladmossart som beskrevs av Iwatsuki 1982. Taxiphyllum barbieri ingår i släktet Taxiphyllum och familjen Hypnaceae. Inga underarter finns listade i Catalogue of Life.

## Bildgalleri

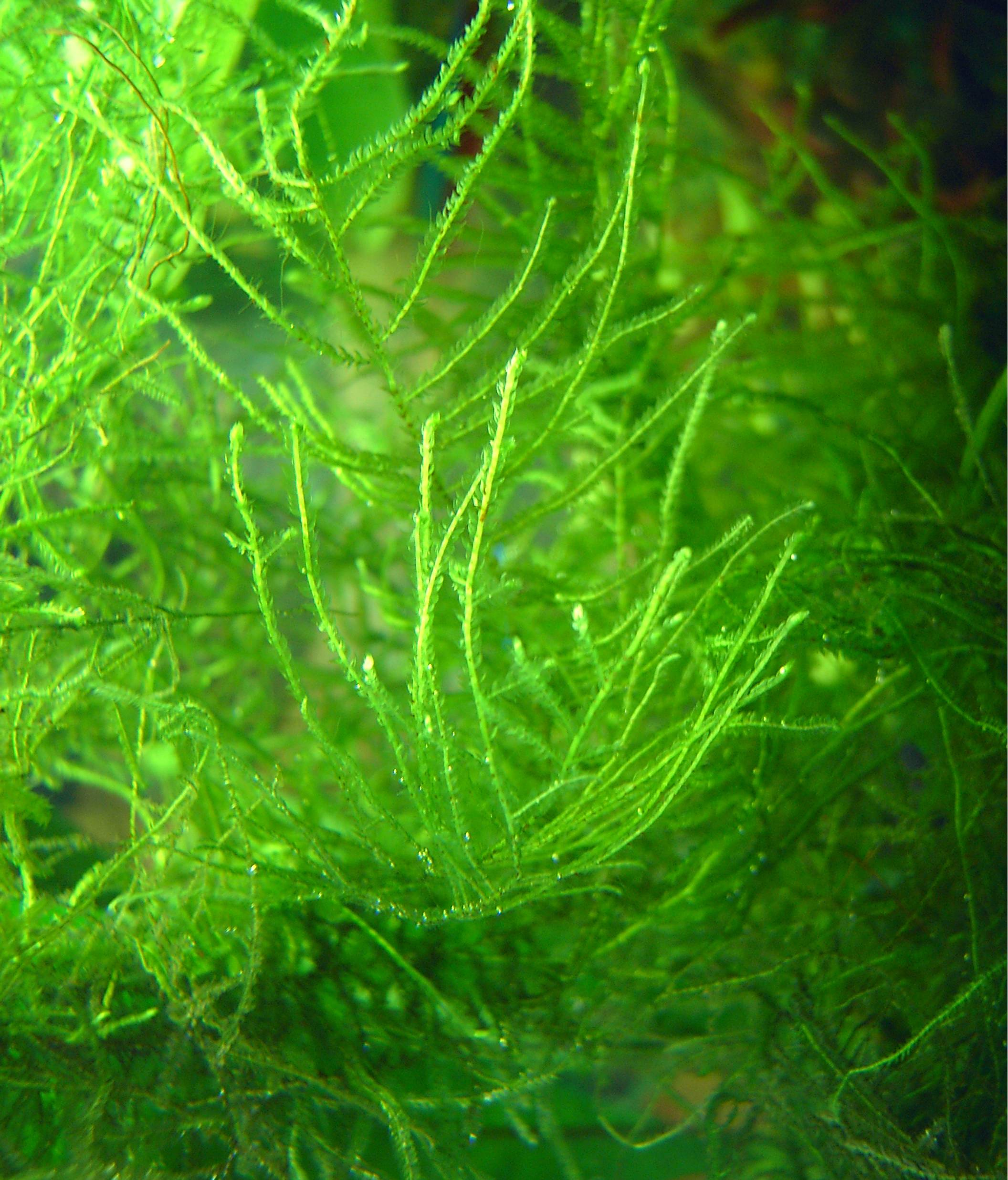
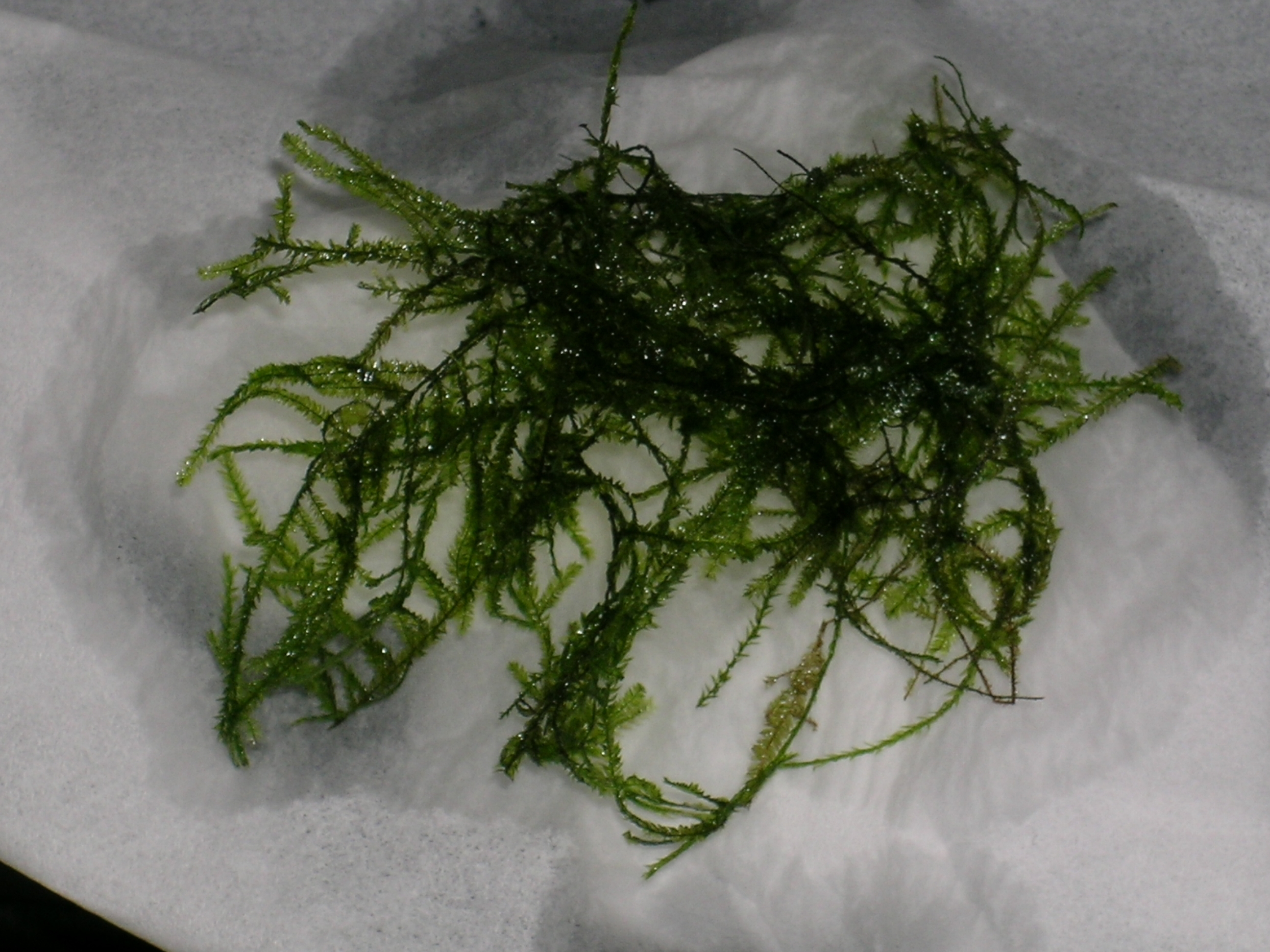
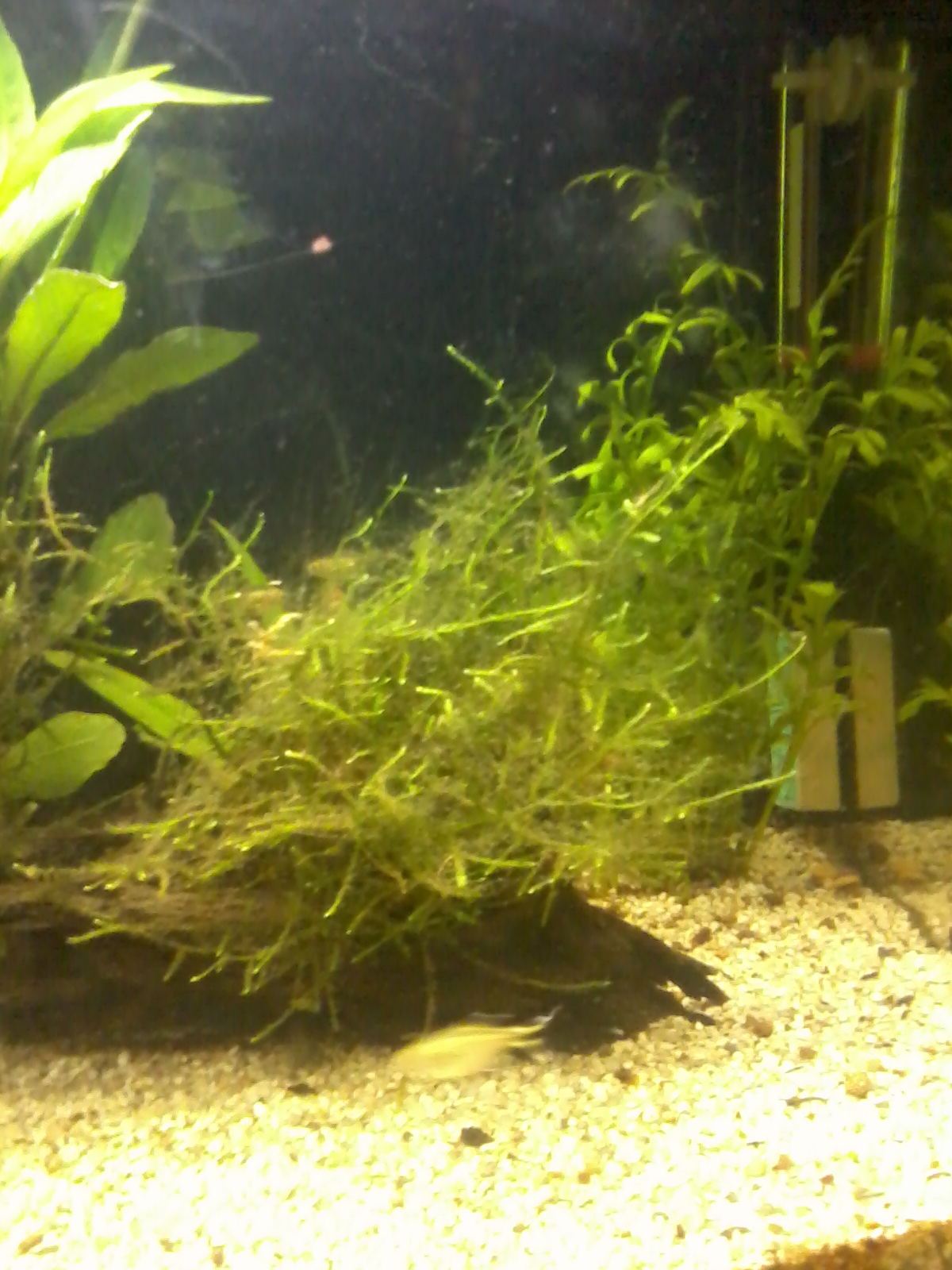